# 郭有金
郭有金（1543年—？），字雙南，山西平陽府蒲州縣民籍陝西朝邑縣人，明朝政治人物。同進士出身。

## 生平
嘉靖四十三年（1564年）甲子科江西鄉試第五十六名舉人。隆慶二年（1568年）中式戊辰科會試第三百二十四名，三甲第三百一十二名進士。授襄陽府推官，歷升西安府知府，万历十九年（1591年）十月升陕西苑马寺少卿兼按察司佥事。

## 家族
曾祖郭銳，壽官；祖父郭沂；父郭子堅。嫡母王氏；生母李氏。具庆下。弟有卫、有行。